# Chi Chó
Chi Chó (Canis) là một chi của Phân họ Chó (Caninae) gồm nhiều loài còn tồn tại, chẳng hạn như sói, chó, sói đồng cỏ và chó rừng. Các loài thuộc chi này được phân biệt bởi kích thước trung bình đến lớn, hộp sọ và răng lớn và phát triển tốt, chân dài, tai và đuôi tương đối ngắn.

## Từ nguyên
Tên khoa học của Chi Chó (Canis) có nghĩa là "chó" trong tiếng Latinh. Trong tiếng Anh, tính từ canine cũng bắt nguồn từ tính từ caninus của tiếng La Tinh ("thuộc về loài chó"). Danh từ "canine" hay "canine tooth" trong tiếng Anh cũng dùng để ám chỉ về răng nanh vì chó có nanh to và sắc như dao cạo, dùng để cắn xé con mồi.

## Phân loại

### Sói, chó nhà và chó Dingo
Sói, chó nhà và chó Dingo là các phân loài của Canis lupus. Phân loài sói Á-Âu được đặt tên khoa học là Canis lupus lupus nhằm phân biệt với các phân loài sói khác như sói Ấn Độ, sói Ả Rập và sói Tây Tạng. Sói Á-Âu có quan hệ gần gũi hơn cả với loài chó nhà (Canis lupus familiaris) hiện nay.
Một số chuyên gia cho rằng một số phân loài của Canis lupus thật ra là các loài riêng biệt trong Chi Chó. Danh sách các loài "nghi ngờ" này bao gồm cả sói Himalaya, sói Ấn Độ, sói đỏ và sói phương Đông. Chó Dingo (C. lupus dingo) và chó nhà (C. lupus familiaris) cũng được xem là một phân loài của Canis lupus mặc dù ít ai đề cập tới chúng bằng cái tên "chó sói".

### Sói đồng cỏ Bắc Mỹ, các loài "chó sói" khác và chó rừng
Không chỉ có loài C. lupus được gọi tên là chó sói mà một số loài khác trong chi này cũng vậy, tuy nhiên phần lớn trong số chúng đã tuyệt chủng hoặc ít được công chúng biết đến. Một trong số đó, loài chó sói Canis dirus tuyệt chủng cách đây 10 nghìn năm được biết đến khá rộng rãi nhờ hàng nghìn hóa thạch của chúng được tìm thấy và trưng bày tại hồ hắc ín La Brea tại Los Angeles, California.
Canis dirus (sói tàn khốc) là một ví dụ điển hình cho thấy từ "sói" không được định nghĩa một cách chặt chẽ, vì nhiều loài "chó" vẫn được gọi là "sói" dù chúng không phải là sói "thực sự" (Canis lupus). Một ví dụ khác là loài sói Ethiopia (Canis simensis); loài này từng trải qua nhiều lần thay tên đổi họ vì hình dáng nhỏ con nên dễ bị nhìn nhầm là chó rừng hay cáo, tuy nhiên các kết quả nghiên cứu di truyền và phân loài học đã đem đến cho chúng cái tên "sói Ethiopia".
Các loài chó còn lại, với kích thước nhỏ hơn sói nhiều, được gọi là chó rừng (jackal) hay sói đồng cỏ (coyote). Mặc dù chúng không có quan hệ huyết thống gần gũi với nhau hơn là với chó sói, dầu sao chúng vẫn là thành viên của Chi Chó và vì vậy quan hệ huyết thống của chúng gần với sói và chó nhà hơn là với các loài cáo, sói bờm hay các loài "chó" không thuộc Chi Chó khác. Cái tên "chó rừng" (jackal) được áp dụng cho 3 loài: Chó rừng vằn hông (Lupulella adustus), Chó rừng lưng đen (Lupulella mesomelas) và Chó rừng lông vàng (Canis aureus), các loài này có thể được tìm thấy ở Bắc Phi, bán đảo Ban Căng, Tây Nam Á và vùng phía Nam của Trung Á.
Khu vực Bắc Mỹ chỉ có một loài chó "nhỏ" duy nhất là chó sói đồng cỏ Bắc Mỹ, loài này lại được phân bố hết sức rộng rãi và chiếm lĩnh các khu vực định cư của chó sói trước đây. Chúng có thể được tìm thấy ở lục địa Canada, ở tất cả các bang lục địa của Hoa Kỳ, Mêhicô (trừ bán đảo Yucatán), và ở khu vực Trung tâm và ven bờ Thái Bình Dương của Trung Mỹ, xuống tận tới vùng phía Bắc của Panama.

## Hình ảnh

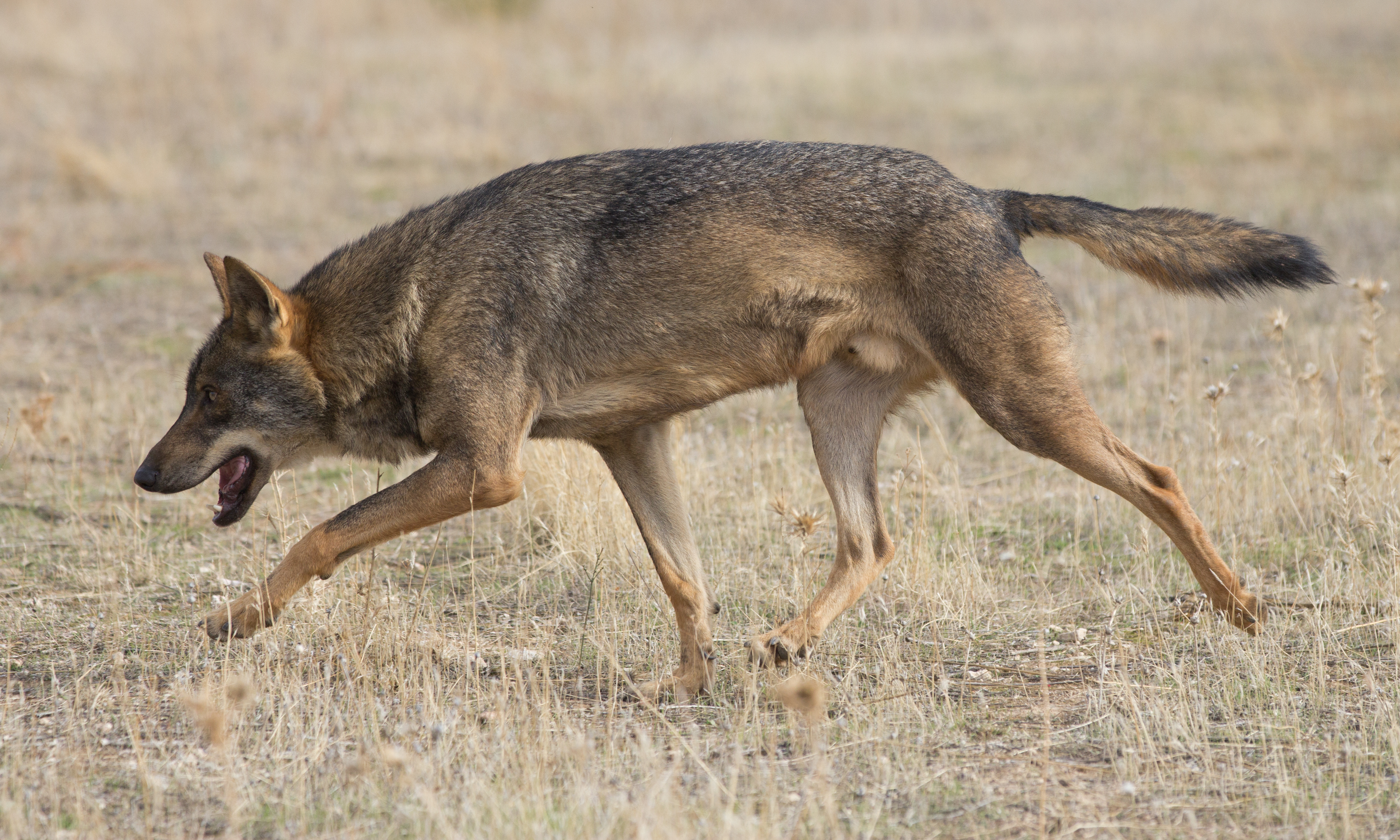
Sói xám (Canis lupus) (gồm chó nhà và chó Dingo)
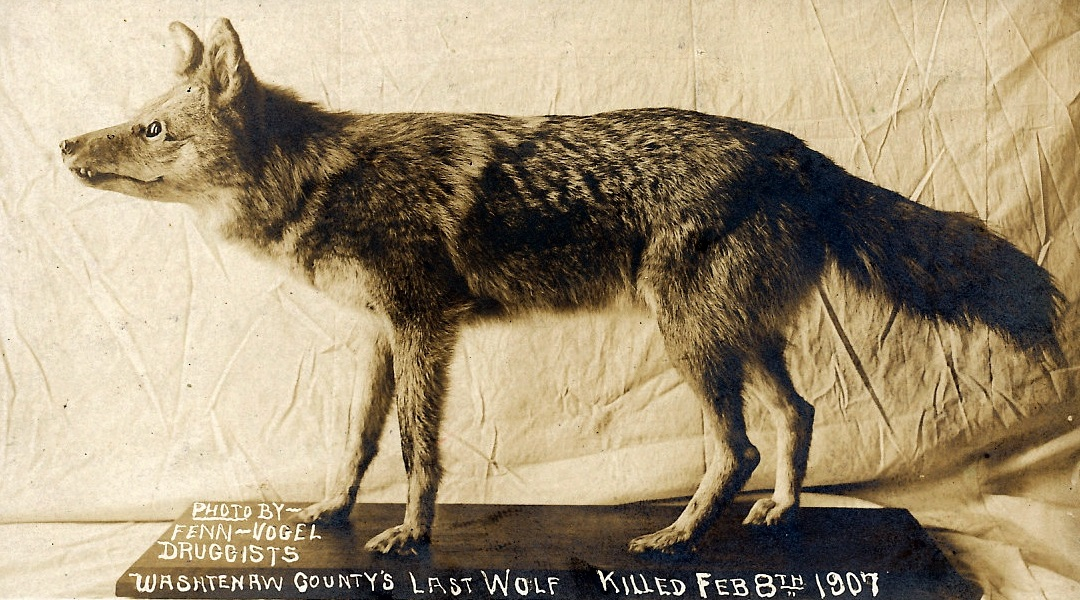
Sói phương Đông (Canis lycaon hay Canis lupus lycaon)
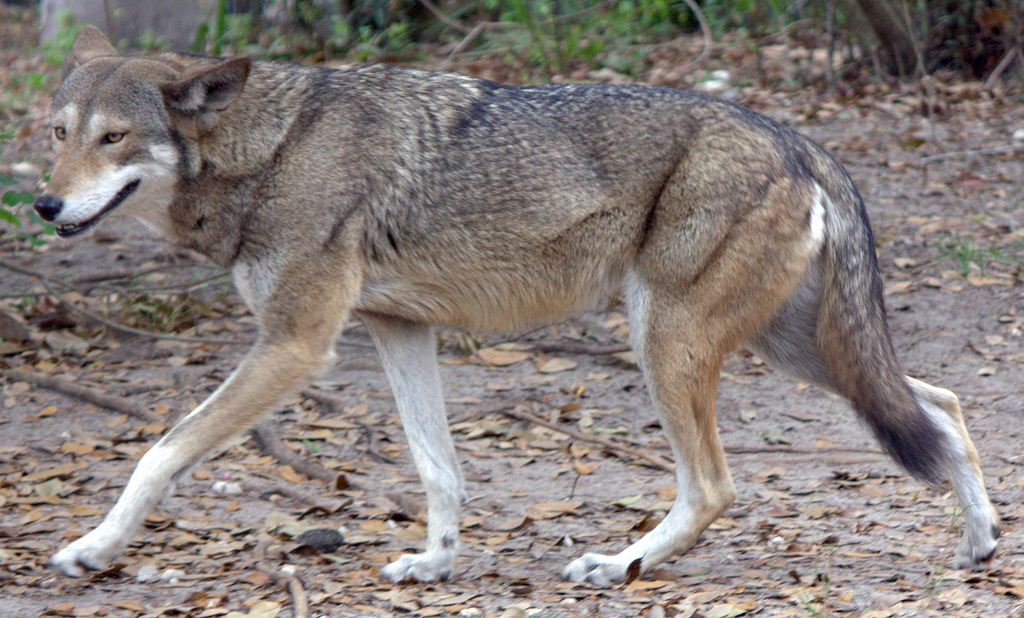
Sói đỏ Bắc Mỹ (Canis rufus hay Canis lupus rufus)
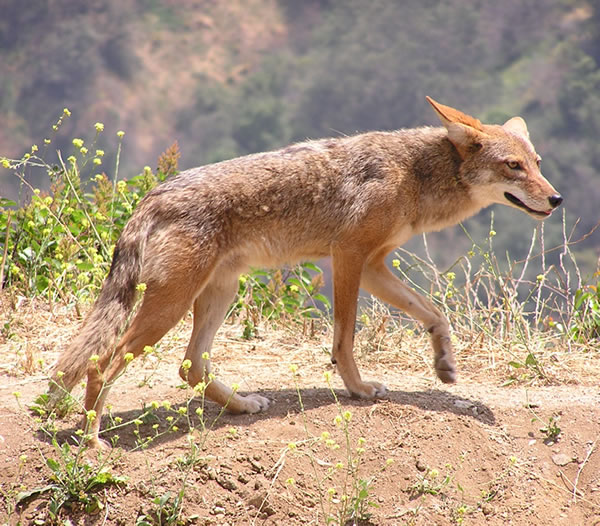
Sói đồng cỏ (Canis latrans)
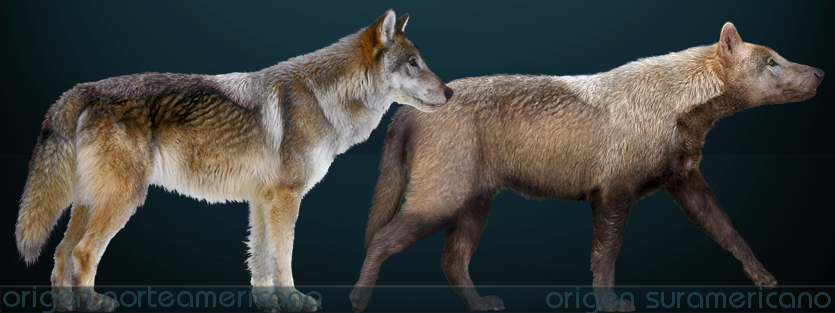
Sói tàn khốc (Canis dirus †)
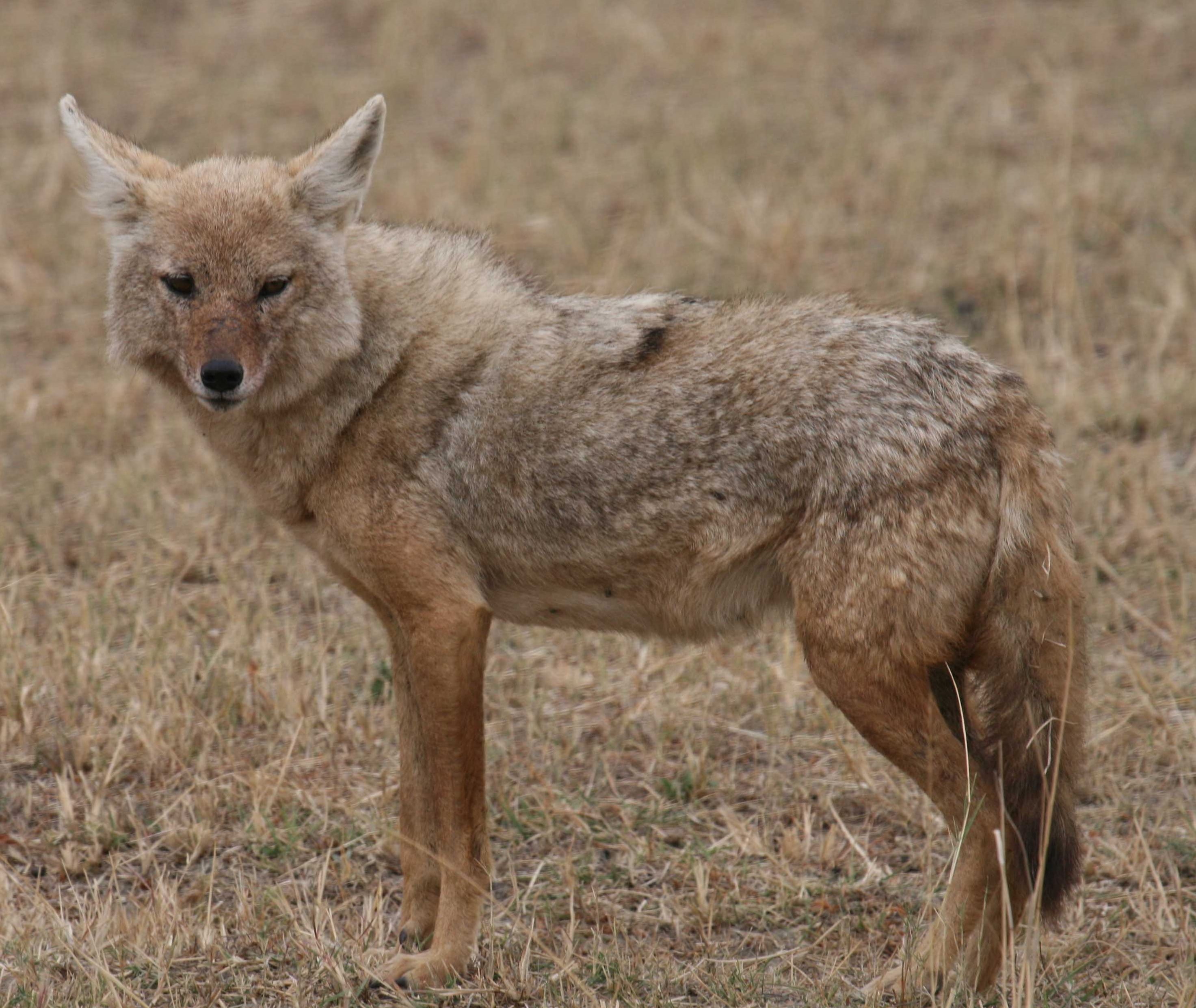
Sói vàng châu Phi (Canis lupaster)
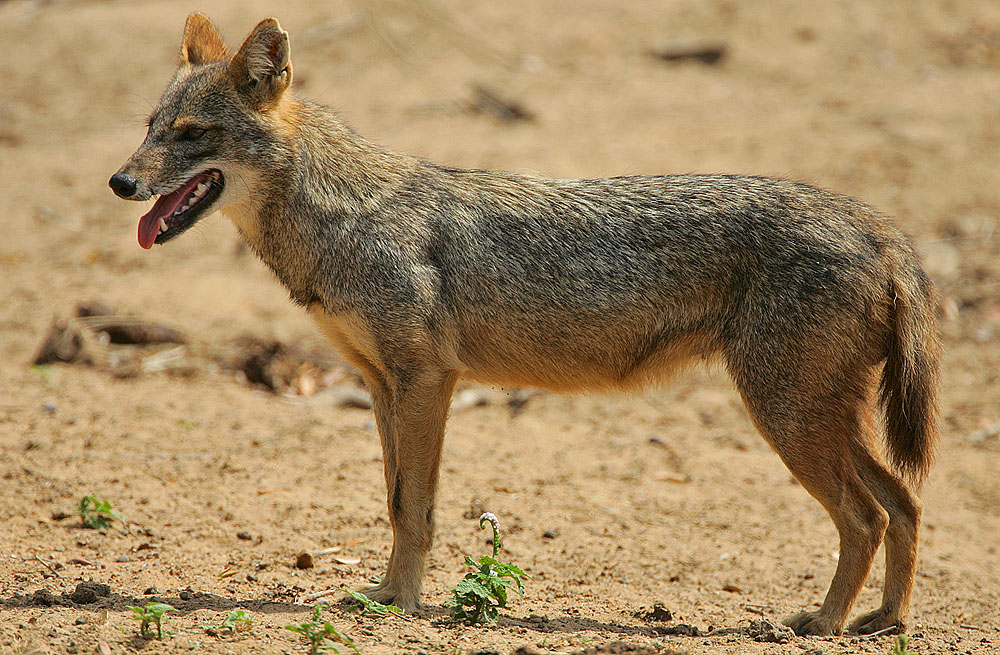
Chó rừng lông vàng (Canis aureus)
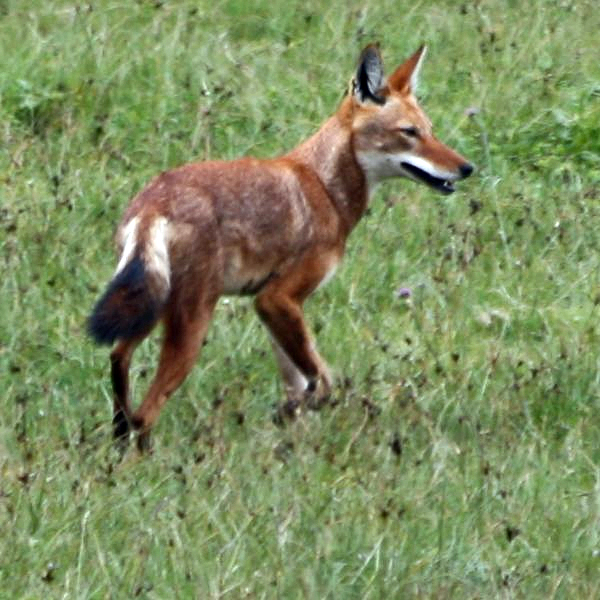
Sói Ethiopia (Canis simensis)